# Прислоп (Марамуреш)
Прислоп (рум. Prislop) насеље је у Румунији у округу Марамуреш у општини Боју Маре. Oпштина се налази на надморској висини од 453 m.

## Становништво
Према подацима из 2002. године у насељу је живело 479 становника, од којих су сви румунске националности.